# Рувін Олександр Григорович
Олекса́ндр Григо́рович Ру́він (нар. 20 липня 1959 року) – директор Київського науково-дослідного інституту судових експертиз (КНДІСЕ).

## Життєпис
- У 1980 році закінчив Кам'янець-Подільське вище військове училище.
- У 1986 році – закінчив Московську військово-інженерну академію.
- У 2003 році – закінчив Львівський університет внутрішніх справ України за спеціальністю «Правознавство».
- У 2011 році – закінчив Інститут підготовки кадрів промисловості за спеціальністю «Облік і Аудит».
- З 1980 року перебував на посадах офіцерського складу в Збройних силах СРСР і України.

Рувін Олександр пройшов шлях від командира взводу до командира окремої бригади.
Брав безпосередню участь у бойових діях у республіці Афганістан та ліквідації наслідків аварії на Чорнобильській атомній електростанції (ЧАЕС).
- У 1996 році переведений до Міністерства внутрішніх справ України. Очолював Вибухотехнічну службу МВС України.
- У 2003 році відряджений до Державної митної служби України. Очолював Центральну митну лабораторію.
- З 2004 року – очолював Центральне митне управління лабораторних досліджень та експертної роботи Державної митної служби України.

Полковник, генерал-майор міліції, державний радник митної служби 3-го рангу.
- З червня 2009 року – перший заступник директора Київського науково-дослідного інституту судових експертиз (КНДІСЕ).
- З грудня 2010 року — виконував обов'язки директора Київського науково-дослідного інституту судових експертиз (КНДІСЕ).
- З травня 2011 року — директор Київського науково-дослідного інституту судових експертиз (КНДІСЕ).

## Відзнаки та нагороди
Нагороджений великою кількістю орденів, почесними грамотами Верховної Ради України та Кабінету Міністрів України, відзнаками Міністерства внутрішніх справ України та інших міністерств і центральних органів виконавчої влади.
- Орден «За заслуги» III ступеня — За значний особистий внесок у державне будівництво, соціально-економічний, науково-технічний, культурно-освітній розвиток Української держави, вагомі трудові досягнення, багаторічну сумлінну працю (2016)[1].
- Орден «За заслуги» II ступеня — за значний особистий внесок у державне будівництво, соціально-економічний, науково-технічний, культурно-освітній розвиток України, вагомі трудові здобутки та високий професіоналізм[2]
- Орден «За заслуги» I ступеня — За значний особистий внесок у державне будівництво, зміцнення національної безпеки, соціально-економічний, науково-технічний, культурно-освітній розвиток Української держави, вагомі трудові досягнення, багаторічну сумлінну працю (2021)[3].
- Почесне звання «Заслужений юрист України» — за значний особистий внесок у державне будівництво, соціально-економічний, науково-технічний, культурно-освітній розвиток України, вагомі трудові здобутки та високий професіоналізм[4].

2010 — у Львівському державному університеті внутрішніх справ на підставі прилюдного захисту дисертації присуджено науковий ступінь кандидата юридичних наук зі спеціальності «філософія права» (рішення президії Вищої атестаційної комісії України від 10 листопада 2010 року).
2021 — у Сумському державному університеті на підставі прилюдного захисту дисертації присуджено науковий ступінь доктора юридичних наук зі спеціальності «адміністративне право і процес; фінансове право; інформаційне право» (рішення Атестаційної колегії Міністерства освіти і науки України від 29 червня 2021 року).
2022 — рішенням Атестаційної колегії Міністерства освіти і науки України від 9 серпня 2022 року присвоєно вчене звання старшого дослідника зі спеціальності 081 Право.

## Професійна діяльність
Рувін Олександр Григорович є відомим фахівцем у сфері судової експертизи та обіймає посаду директора Київського науково-дослідного інституту судових експертиз. Єдиний в Україні експерт-вибухотехнік з міжнародною сертифікацією.
Як очільник Київського НДІ судових експертиз, Олександр Рувін скеровує його діяльність на безперервний розвиток та модернізацію відповідно до вимог часу. КНДІСЕ на високому науково-методичному рівні діяльність судів усіх рівнів, слідчих органів Міністерства внутрішніх справ України, Служби безпеки України, Державного бюро розслідувань, Бюро економічної безпеки України та інших відомств, за завданнями яких виконується весь спектр криміналістичних, традиційних і нових видів судових експертиз.
Під керівництвом Олександра Рувіна в Київському НДІСЕ виконано сотні експертиз за фактами резонансних кримінальних справ. Насамперед йдеться про дослідження та допомогу слідству у розслідуванні:
- події під час Революції гідності у лютому 2014 року (розстріл та побиття мирних громадян);
- військової агресії російської федерації проти України з початку 2014 року («Іловайський котел», бої за Дебальцеве, збиття літака «Іл-76» з українськими військовими на борту, події АТО то ООС, події);
- міжнародних розслідувань за фактами збиття цивільного пасажирського літака компанії «Malaysia Airlines» рейсу МН17 (Україна, Донецьк,17 липня 2014 року, 298 загиблих осіб) та цивільного пасажирського літака компанії «Міжнародні авіалінії України» рейсу 752 (Іран, Тегеран, 8 січня 2020 року, 176 загиблих осіб);
- російського вторгнення в Україну з 2014 року та ескалації російської агресії з 2022 року (ракетні атаки російських терористів по Україні, тимчасова окупація окремих українських територій, воєнна агресія росії та руйнування інфраструктури, кримінальні злочини російських військових проти мирного цивільного населення України) тощо.

Професійна діяльність Рувіна Олександра Григоровича є вагомим внеском у розвиток національної сфери експертного забезпечення правосуддя та її визнання на міжнародному рівні. Так, КНДІСЕ під очільництвом Олександра Рувіна став першою експертною установою системи Міністерства юстиції України, яку було включено до Європейської мережі судово-експертних установ (The European Network of Forensic Science Institutes - ENFSI) — найбільшої об'єднаної організації судово-експертних установ світу, що існує з 1995 року.
Крім того, Олександр Рувін бере активну участь у науково-дослідній роботі, підготовці наукових робіт спрямованих на вдосконалення методів судової експертизи та розвиток цієї галузі науки, він активний учасник конференцій, симпозіумів та інших наукових заходів.

## Особисте життя
Згідно із розслідуванням Bihus.Info, Олександр Рувін та його родина користуються дорогою нерухомістю та машинами, що їм не належать, та володіють майном, яке не відповідає їхнім офіційним доходам.